# Roberto Carlos Cortés
Roberto Carlos Cortés Restrepo (Medellín, 20 giugno 1977) è un ex calciatore colombiano, di ruolo centrocampista.

## Carriera

### Club
Nel 1997 debutta nel campionato nazionale con la maglia dell'Once Caldas, ma dopo solo un anno passa all'Independiente Medellín, dove gioca per cinque anni. Nel 2003 passa brevemente ai messicani del CD Zacatepec; nel 2004 si unisce al Deportivo Cali. Nel 2005 si trasferisce in Paraguay, al Club Libertad. Dal 2008 al 2009 ha giocato nell'Atlético Junior. Nel 2010 ritorna all'Independiente Medellín e nel 2012 si trasferisce in Panama, al Tauro.

### Nazionale
Con la Nazionale di calcio della Colombia ha giocato 26 volte, vincendo la Copa América 2001.

## Palmarès
- Campionato colombiano: 1

Independiente Medellín: 2002-II
- Coppa America: 1

Colombia 2001